# Jacob Lüdecke
Jacob Lüdecke (* 23. November 1625 in Großmühlingen; † 27. Dezember 1696 in Halle (Saale)) war Jurist, kurfürstlich brandenburgischer Amtmann zu Giebichenstein und Pfänner zu Halle.

## Familie
Lüdecke wurde geboren als Sohn des Hans Lüdecke (gräflicher Hausvogt zu Barby) und der Susanne, geb. Nagel. Aus Lüdeckes drei Ehen gingen zwölf Kinder hervor: aus seiner 1. Ehe mit Klara Elisabeth, geb. Kern, die Söhne David Johann Lüdecke (1652–1710) und Urban Dietrich von Lüdecke (1655–1729); aus seiner 2. Ehe mit Maria Catharina, geb. Lemmer, die Söhne Gebhard Levin Lüdecke (1662–1732) und Friedrich August Lüdecke (1668–1694).

## Leben
Lüdecke besuchte die Schulen in Groß Salze, Calbe (Saale) und später in Quedlinburg unter Praetorius. 1646 ging er nach Wittenberg, wo er ein Jahr Philosophie studierte und dann zu Jura wechselte. Er disputierte unter Gottfried Schneider, Augustin Strauch, Coselius und Suevus. 1651 wurde er Syndicus in Calbe, 1656 Syndicus des adligen Rates in Salze und 1658 Bürgermeister zu Calbe. 1661 wurde er auf Empfehlung von Gebhard von Alvensleben durch den Administrator des Erzstifts Magdeburg, Herzog August von Sachsen-Weißenfels, zum Amtmann zu Giebichenstein bestellt, später vom brandenburgischen Kurfürsten Friedrich Wilhelm im Amt bestätigt und auch von dessen Nachfolger Kurfürst Friedrich III bis an sein Lebensende mit den „Criminalia“ befasst. 1664 wurde er in Halle ansässig und wurde Pfänner. Er starb am 27. Dezember 1696 und wurde auf dem Stadtgottesacker in Halle im Bogen 52 beigesetzt, den er für sich und seine Nachkommen erworben hatte.

## Werke
„Die unter diesem Namen zu Halle 1692 in 8. herausgetretene Meletemata evangelica werden ihm wol zugehören.“
Johann Gottlob Wilhelm Dunkel: Historisch-critische Nachrichten von verstorbenen Gelehrten und deren Schriften. (1753)